# أينيغو دي لا سيرنا
أينيغو دي لا سيرنا هو مهندس وسياسي إسباني، ولد في 10 يناير 1971 في بلباو في إسبانيا. نشط حزبياً في الحزب الشعبي.

## مناصب
- انتخب  (14 يونيو 2003 – 4 نوفمبر 2016).
- انتخب عضو برلمان كانتابريا ‏ (18 يونيو 2015 – 4 نوفمبر 2016).
- انتخب عضو برلمان كانتابريا ‏ (2007 – 2011).
- انتخب mayor of Santander  [لغات أخرى]‏ (16 يونيو 2007 – 4 نوفمبر 2016).
- انتخب  (23 يوليو 2012 – 19 سبتمبر 2015).
- انتخب Minister of Development of Spain  [لغات أخرى]‏ (4 يناير 2016 – ).